# G-функция Барнса
G-функция Барнса (обычно обозначаемая {\displaystyle G(z)}) — функция, которая расширяет понятие суперфакториала на поле комплексных чисел. Она связана с Гамма-функцией, K-функцией и постоянной Глейшера—Кинкелина. {\displaystyle G}-функция названа в честь английского математика Эрнеста Уильяма Барнса.
Формально {\displaystyle G}-функция Барнса определяется (в форме произведения Вейерштрасса) как
{\displaystyle G(z+1)=(2\pi )^{z/2}e^{-\left[z(z+1)+\gamma z^{2}\right]/2}\prod _{n=1}^{\infty }\left[\left(1+{\frac {z}{n}}\right)^{n}e^{-z+z^{2}/(2n)}\right]}
где {\displaystyle \gamma } — постоянная Эйлера—Маскерони.

## Дифференциальные уравнения, функциональные уравнения и частные значения
{\displaystyle G}-функция Барнса удовлетворяет разностному уравнению
{\displaystyle G(z+1)=\Gamma (z)G(z)}
Таким образом,
{\displaystyle G(n)=\operatorname {sf} (n-2)}, где {\displaystyle \operatorname {sf} (x)}— суперфакториал {\displaystyle x}.
Например,
{\displaystyle G(8)=\operatorname {sf} (6)=6!\cdot 5!\cdot 4!\cdot 3!\cdot 2!\cdot 1!=24883200}
если принять, что {\displaystyle G(1)=1}. В дифференциальном уравнении подразумевается, что {\displaystyle G} принимает следующие значение при целых значениях аргумента:
{\displaystyle G(n)={\begin{cases}0&{\mbox{if }}n=0,-1,-2,\dots \\\prod _{i=0}^{n-2}i!&{\mbox{if }}n=1,2,\dots \end{cases}}}
таким образом
{\displaystyle G(n)={\frac {(\Gamma (n))^{n-1}}{K(n)}}}
где Γ — Гамма-функция и K — K-функция. Дифференциальное уравнение единственным образом определяет {\displaystyle G}-функцию, если добавлено условие выпуклости: {\displaystyle (\forall x\geq 1)\,{\frac {\mathrm {d} ^{3}}{\mathrm {d} x^{3}}}\log(G(x))\geq 0}.
Дифференциальное уравнение для {\displaystyle G}-функции и функциональное уравнение для Гамма-функции приводят к следующим функциональным уравнениям для {\displaystyle G}-функции, доказанным Германом Кинкелином:
{\displaystyle G(1-z)=G(1+z){\frac {1}{(2\pi )^{z}}}\exp \int _{0}^{z}\pi x\cot \pi x\,dx.}

## Формула умножения
Схожая с Гамма-функцией, {\displaystyle G}-функция также имеет формулу умножения:
{\displaystyle G(nz)=K(n)n^{n^{2}z^{2}/2-nz}(2\pi )^{-{\frac {n^{2}-n}{2}}z}\prod _{i=0}^{n-1}\prod _{j=0}^{n-1}G\left(z+{\frac {i+j}{n}}\right),}
где
{\displaystyle K(n)=e^{-(n^{2}-1)\zeta ^{\prime }(-1)}\cdot n^{\frac {5}{12}}\cdot (2\pi )^{(n-1)/2}\,=\,(Ae^{-{\frac {1}{12}}})^{n^{2}-1}\cdot n^{\frac {5}{12}}\cdot (2\pi )^{(n-1)/2}.}
Здесь {\displaystyle \zeta ^{\prime }} — это дзета-функция Римана, {\displaystyle A} — это постоянная Глейшера—Кинкелина.